# 北龍車站
北龍站（日语：／ Hokuryu eki */?）是位於北海道雨龍郡沼田町北龍，隸屬於日本國有鐵道（國鐵）札沼線，已廢除的鐵路車站。

## 歷史
- 1931年（昭和6年）10月10日 - 札沼北線石狩沼田至中德富（初代，現在的新十津川）開始營運。
- 1944年（昭和19年）7月21日 - 由於太平洋戰爭擴大，本線作為不要不急線要停止營運。
- 1956年（昭和31年）11月16日 - 札沼線雨龍至石狩沼田路段恢復營運，全線回復正常服務。
- 1972年（昭和47年）6月19日 - 札沼線新十津川至石狩沼田路段廢除，本車站同時廢站。

## 車站構造
站房位於札幌方向的左方東側，為側式月台1面1線的地面車站。而站房旁往札幌方向設有貨物月台，並有1條引入線到達。

## 車站周邊
- 國道275號
- 沼田町營巴士「本願寺驛遞前」站牌
  - JR北海道巴士石狩線廢除後的替代路線。

## 相鄰車站
日本國有鐵道
札沼線
碧水－北龍－五山